# Mitin nazi en el Madison Square Garden de 1939
El mitin nazi en el Madison Square Garden de 1939 fue un mitin nazi que tuvo lugar el 20 de febrero de 1939 en el Madison Square Garden, organizado por el German American Bund. Asistieron más de 25 000 personas y Fritz Julius Kuhn fue uno de los oradores destacados. El Bund promocionó el evento, que tuvo lugar dos días antes del cumpleaños de George Washington, como una manifestación a favor del «americanismo»; el escenario del evento presentó un enorme retrato de George Washington con esvásticas a cada lado. Aproximadamente 100 000 contramanifestantes antinazis se congregaron afuera, intentando atravesar las líneas de agentes de policía que custodiaban la manifestación en tres ocasiones. El Bund decayó rápidamente tras la manifestación y a finales de año Kuhn fue encarcelado por malversación de fondos.

## Antecedentes
El German American Bund fue una organización pro-Hitler en los Estados Unidos antes de la Segunda Guerra Mundial, alrededor de 1939/1941. El grupo promovió la propaganda nazi en los Estados Unidos, combinando imágenes nazis con imágenes patrióticas estadounidenses.
El Bund, en gran medida descentralizado, estuvo activo en varias regiones; aun así, sólo atrajo el apoyo de una minoría de los estadounidenses de origen alemán, tanto inmigrantes como ciudadanos estadounidenses naturalizados. Sin embargo, el Bund fue el más influyente de varios grupos alemanes pronazis en los Estados Unidos en la década de los años 1930 ; otros incluían la Sociedad Teutonia y los Amigos de la Nueva Alemania, también conocidos como el Club Hitler. Junto con grupos aliados, como el Frente Cristiano, estas organizaciones eran antisemitas.
Las organizaciones pronazis en Estados Unidos fueron activamente contrarrestadas por una serie de organizaciones antinazis lideradas por judíos estadounidenses junto con otros activistas políticos y humanitarios que se oponían al hitlerismo y apoyaban un boicot antinazi a los productos alemanes desde 1933, cuando Hitler y el Partido Nazi llegaron al poder en Alemania. El Comité de Boicot Conjunto celebró una manifestación en el Madison Square Garden dos años antes, en 1937.

## Preparativos

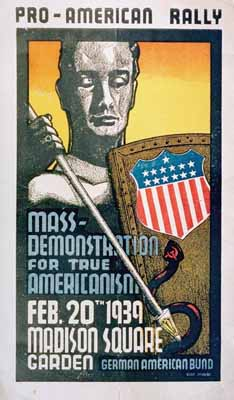
Cartel del mitin.

El alcalde de la ciudad de Nueva York, Fiorello La Guardia, era consciente de los peligros que planteaba la manifestación en el Madison Square Garden y envió el mayor número de policías de la ciudad para proteger un solo evento en la historia de la ciudad. Unos 1700 agentes de policía uniformados patrullaban el exterior del recinto MSG, así como 600 detectives encubiertos y agentes no uniformados del Departamento de Policía de Nueva York (NYPD) repartidos por todo el salón, e incluso 35 bomberos del Departamento de Bomberos de la Ciudad de Nueva York (FDNY), armados con una manguera contra incendios de alta resistencia en preparación para un motín. Los escuadrones antibombas también revisaron el estadio en respuesta a una amenaza recibida una semana antes, alardeando de una serie de dispositivos activados por tiempo que explotarían durante el evento. Nueva York estaba preparada para la afluencia de asistentes al mitin nazi y estaba preparada para proteger su capacidad de celebrar el mitin a toda costa. El inspector jefe Louis F. Costuma ilustró este compromiso con la seguridad al decirle a la prensa: «Tuvimos suficientes policías aquí para detener una revolución» en una entrevista realizada durante el mitin.
Aunque el Madison Square Garden se había preparado para la presencia del Bund, muchos en la ciudad de Nueva York los consideraban menos bienvenidos en su ciudad. Alrededor de 100 000 manifestantes antinazis se reunieron alrededor del estadio en protesta contra el Bund, portando carteles que decían Smash Anti-Semitism («Aplastar el antisemitismo») y Drive the Nazis Out of New York («Expulsar a los nazis de Nueva York»). En total, se hicieron tres intentos de romper las líneas de policía que unían los brazos; el primero de ellos, un grupo de veteranos de la Primera Guerra Mundial, envueltos en el rojo, blanco y azul de la bandera de las barras y estrellas, fueron detenidos por la policía a caballo; el siguiente, un «hombre corpulento que llevaba una bandera estadounidense» y, finalmente, un grupo trotskista conocido como el Partido Socialista de los Trabajadores, que, como los anteriores, tuvo sus esfuerzos detenidos por la policía de la ciudad. La fuerza policial que actuaba como elemento de seguridad del inspector jefe Costuma también se vio expuesta a una extraña forma de protesta, caracterizada por The New York Times como:
A las 8 p. m., un altavoz en una ventana del segundo piso de una casa de huéspedes en la calle 49 y la Octava Avenida comenzó a emitir una denuncia contra los nazis y a instar a: «Sean estadounidenses, quédense en casa». La voz provenía de un disco que estaba programado para comenzar a reproducirse automáticamente.
Joseph Goldstein, exmagistrado de Nueva York, salió de un taxi frente al mitin sosteniendo una citación para el arresto de Fritz Julius Kuhn en relación con una demanda penal por difamación presentada anteriormente. Goldstein, al igual que todos los demás intentos de oposición para ingresar al Garden, fue detenido por la policía, esta vez por el propio inspector Costuma, negándole la entrada al exmagistrado basándose en la falta de presentación de un ticket. Afuera del Madison Square Garden, trece personas fueron arrestadas durante las protestas contra el mitin.

## Mitin
El mitin tuvo lugar en un momento en que el número de miembros del German American Bund estaba cayendo; Fritz Julius Kuhn esperaba que un evento provocador de alto perfil revirtiera la decadente suerte del grupo. El Bund pronazi era impopular en la ciudad de Nueva York y algunos pidieron que se prohibiera el evento. El alcalde Fiorello La Guardia permitió que el evento se llevara a cabo, prediciendo correctamente que el espectáculo altamente publicitado del Bund los desacreditaría aún más ante el público.
El evento estuvo altamente coreografiado al estilo fascista, con miembros uniformados del Bund portando banderas estadounidenses y nazis, la exhibición del saludo nazi (pero esto fue problemático porque en ese momento, se usaba el saludo Bellamy muy similar para saludar a la bandera estadounidense, que fue marchada por el pasillo en este evento), y la interpretación de música militar y canciones populares alemanas.
El mitin comenzó a las 8 p. m. con una interpretación de «The Star-Spangled Banner», cantada por Margarete Rittershaush. A continuación, James Wheeler-Hill, secretario nacional del Bund, abrió la noche con la declaración de que «si George Washington viviera hoy, sería amigo de Adolf Hitler». Haciendo un llamamiento a sus compatriotas estadounidenses, Wheller-Hill desafió a los miembros del Bund a restaurar a los Estados Unidos a los «verdaderos estadounidenses» al tiempo que condenaba al Secretario del Interior del presidente Franklin D. Roosevelt, Harold L. Ickes, por atacar a los funcionarios nazis. El líder del Gau del Medio Oeste, George Froboese, fue el siguiente en hablar, impulsando temas de «dominación mundial judía», culpando a la «astucia oriental de los Karl Marx-Mardoqueos judíos por la guerra de clases que se siente en todo el país». El líder de la Costa Oeste, Hermann Schwinn, eligió denunciar el control judío de Hollywood y las industrias de noticias, afirmando que «Todo lo que es hostil a aquellas naciones que se han liberado de la dominación extranjera es 'Noticias' que se deben exagerar y distorsionar para avivar las llamas del odio en los corazones de los estadounidenses, mientras que la amenaza del judeo-bolchevismo antinacional y que odia a Dios se minimiza deliberadamente».
El último en hablar fue el propio Bundesführer, Fritz Julius Kuhn, que siguió insistiendo en el tema antisemita, llegando incluso a llamar al presidente Roosevelt «Rosenfeld» y a Fiorello La Guardia, el hombre sobre el que había prometido no hacer ningún comentario antisemita, Fiorello «lumpen judío» La Guardia. Todo se detuvo de inmediato en medio del discurso final de Kuhn cuando un hombre vestido de azul atravesó las filas de hombres del Ordnungsdienst (Servicio de Seguridad), el cuerpo paramilitar del Bund, corrió al escenario y atacó al orador. Rápidamente rodeado por el Ordnungsdienst, fue sometido en una efectiva rutina de puñetazos y pisotones que ejemplificaba una «extraña réplica de la matonería nazi mientras un grupo de hombres uniformados atacaba a puñetazos y botas a una víctima judía solitaria». Más tarde identificado como Isadore Greenbaum, un asistente de plomería de 26 años, la única víctima fue rescatada por un equipo de policías, salvando al joven de sufrir heridas graves. En un intento de controlar a la multitud enardecida, Kuhn pronunció su conmovedor final, abogando por el establecimiento de «un Estados Unidos gobernado por gentiles blancos, libre de un Hollywood y de noticias judíos». «El Bund está abierto para ti, siempre que seas sincero, de buen carácter, de ascendencia gentil blanca y un ciudadano estadounidense imbuido de celo patriótico. Por eso: ¡Únete!» Cuando Kuhn salió del escenario, 20 mil miembros del Bund corearon: «¡Estados Unidos libre!» en el mayor mitin nazi en la historia de los Estados Unidos.
A las 11:15 p. m., los miembros del Bund se abrocharon los abrigos, ocultando convenientemente sus uniformes, y fueron escoltados a través de las líneas policiales a lo largo de la calle 52 en medio de la multitud de manifestantes que esperaban afuera. Los manifestantes fueron recibidos con un rugido de abucheos, burlas e incluso algunos puñetazos, pero a medianoche, según reportó The New York Times, «todo estaba en silencio, o todo lo tranquilo que podía estar en el centro de Nueva York».
Isadore Greenbaum nunca tuvo la intención de subir al escenario. Greenbaum, un exingeniero de cubierta y exsuboficial jefe, se coló en el mitin pero su ira rápidamente se apoderó de él mientras escuchaba el discurso de Kuhn. Años después, en 1989, Greenbaum caracterizó sus acciones diciendo: «Bajé al Garden sin ninguna intención de interrumpir, pero como hablaban tanto en contra de mi religión y había tanta persecución, perdí la cabeza y sentí que era mi deber hablar». Cuando le preguntaron por la causa de sus acciones, Greenbaum rápidamente declaró: «Caramba, ¿qué habrías hecho si estuvieras en mi lugar escuchando esos gritos sollozantes contra el gobierno y besando públicamente el trasero de [Adolf] Hitler, mientras miles de personas aplaudían? Bueno, lo hice». Por sus acciones, que desencadenaron un disturbio durante el mayor mitin nazi en los Estados Unidos, Greenbaum fue sentenciado a cumplir 10 días de prisión, pero fue liberado después de pagar una multa de $ 25.

## Secuelas y legado
Poco después de la manifestación, el Bund se deterioró rápidamente. Dos meses después de la manifestación, el estudio Warner Bros. estrenó la película de Hollywood Confesiones de un espía nazi, ridiculizando a los nazis y sus simpatizantes estadounidenses. El Bund también fue objeto de investigación. Después de que sus registros financieros fueron confiscados en una redada en la sede del grupo en Yorkville (Manhattan), en el Upper Eastside, las autoridades descubrieron que 14 000 dólares (con un valor aproximado de 273 000 dólares en 2021) que el Bund recaudó durante la manifestación no estaban contabilizados: Kuhn los había gastado en su amante y en varios gastos personales. Kuhn fue posteriormente condenado por malversación de fondos y enviado a la prisión de Sing Sing, en el norte del estado en Ossining, Nueva York, en diciembre de 1939. El sucesor de Kuhn como líder del Bund fue Gerhard Wilhelm Kunze, un espía de la inteligencia militar alemana que huyó al sur de Estados Unidos en noviembre de 1941. Sin embargo, las autoridades mexicanas cooperaron para obligar a Kunze a regresar a los Estados Unidos, donde fue sentenciado a cumplir 15 años de prisión por espionaje. El último líder nacional del Bund fue George Froboese, quien estaba a cargo de la organización cuando Alemania declaró la guerra a los Estados Unidos, varios días después del ataque a Pearl Harbor, el 11 de diciembre de 1941. Froboese se suicidó un año después, en 1942, tras recibir una citación de un gran jurado federal.
La manifestación apareció en The Nazis Strike (1943), la segunda película de la serie de propaganda antinazi de Frank Capra en tiempos de guerra Why We Fight. Un cortometraje documental de 2017 sobre la manifestación llamado A Night at the Garden de Marshall Curry fue nominado a los 91.ª edición de los Premios Óscar como Mejor documental corto.